# Amilcar Type E
La Type E era un'autovettura di fascia media prodotta dal 1923 al 1925 dalla Casa francese Amilcar.

## Storia e profilo
La Type E fu la prima Amilcar di fascia media: fu lanciata nel 1923, quando la Casa di Saint-Denis, nata da poco, già era famosa per le sue vetturette economiche ed affidabili.
La Type E era una torpedo a vocazione familiare e turistica. Vi era la possibilità di averla anche in altre carrozzerie, ma la stragrande maggioranza delle Type E erano tutte torpedo.
La Type E montava inizialmente un motore a 4 cilindri in linea da 1476 cm³, in grado di erogare una potenza massima di 42 CV a 3500 giri/min. La distribuzione era ad asse a camme laterale, mentre l'alimentazione era a carburatore Solex.
La trazione era posteriore, mentre il cambio era a 4 marce.
Telaisticamente, la Type E montava sospensioni a balestra con ammortizzatori su entrambi gli assi.
L'impianto frenante montava tamburi sui due assi.
La velocità massima era di 90 km/h.
Alla fine del 1924 fu introdotta la seconda serie, che montava un motore da 1579 cm³, la cui potenza massima arrivava a 46 CV, con una velocità di punta di 100 km/h.
La Type E fu tolta di produzione alla fine del 1925.